# István Sas
 (mai 2018).
Dans le nom hongrois Sas István, le nom de famille précède le prénom, mais cet article utilise l’ordre habituel en français István Sas, où le prénom précède le nom.
István Sas, né le 16 août 1946 à Budapest et mort le 28 mai 2018 dans la même ville, est un réalisateur hongrois.

## Prix
- Prix Béla Balázs 1985